# Sankt Georgen im Lavanttal
Sankt Georgen im Lavanttal är en ort och kommun  i Österrike. Den ligger i distriktet Wolfsberg och förbundslandet Kärnten,  200 km sydväst om huvudstaden Wien.
Kommunen består av 21 orter (Ortschaften) (inom parentes invånarantal 1 januari 2024):

- Allersdorf (123)
- Andersdorf (98)
- Fransdorf (61)
- Gundisch-Mitte (29)
- Gundisch-Nord (27)
- Gundisch-Süd (15)
- Götzendorf (12)
- Herzogberg (57)
- Hofwiesen (161)
- Krakaberg (7)
- Matschenbloch (94)
- Niederhof (45)
- Oberrainz (41)
- Pfaffendorf (73)
- Pontnig (55)
- Raggane (39)
- St. Georgen im Lavanttal (705)
- Steinberg-Hart (67)
- Steinberg-Oberhaus (40)
- Unterpichling (44)
- Unterrainz (120)